# Taraha
Taraha is een bestuurslaag in het regentschap Nias Barat van de provincie Noord-Sumatra, Indonesië. Taraha telt 372 inwoners (volkstelling 2010).